# Dominique Dupuy (pilote automobile)
Pour les articles homonymes, voir Dominique Dupuy et Dupuy.
Pas d'image ? Cliquez ici
Dominique Dupuy, né le 26 août 1957 à Ars (Charente), est un pilote automobile français qui a participé principalement à des compétitions de grand tourisme, en remportant le Championnat de France FFSA GT ou les 24 Heures de Daytona. Il remporte aussi des victoires de catégorie aux 24 Heures du Mans ainsi qu'en American Le Mans Series, et détient le record du nombre de titres (5) et du nombre de victoires (40) remportées en Porsche Carrera Cup France. 
Sa dernière participation aux 24 Heures du Mans en 2003 se fait au volant d'une Viper GTS-R, en remplacement d'un pilote de l'équipage #68. La Viper noir mate et orange ne franchit pas la ligne d'arrivée,

## Biographie
Après avoir pratiqué le karting très jeune, il s'inscrit à l’école de pilotage Winfield à Magny-Cours en 1982 et participe au Volant Elf. Il en devient le lauréat cette année-là. L'année suivante, il débute en Championnat de France de Formule Renault. Pour sa première saison, il enregistre une victoire et termine 4e du championnat. De 1984 à 1988, il participe au Championnat de France de Formule 3, mais la disparition en parallèle de la filière Elf et le manque de financement finissent par compromettre une possible future ascension.
À partir de 1989, avec le soutien de Shell, il s'engage en Coupe Porsche 944, qui devient par la suite la Porsche Carrera Cup. Il remporte le championnat en 1992, 1993, 1997, 1998 et 1999. De 1994 à 1998, il participe aussi à la Porsche Supercup qu'il manque de remporter pour 2 points, et termine 3e du championnat en 1997 malgré son absence lors de la dernière course de la saison. 
Entretemps, il effectue sa première participation aux 24 Heures du Mans lors de l’édition 1993. Au volant d'une Porsche 911 Carrera RSR, il se classe 15e au classement général et premier de la catégorie GT. Il y connaît le même succès lors de l’édition suivante, en terminant de plus huitième au général. La suite des participations dans la classique mancelle est moins fructueuse puisqu'il connaît trois abandons consécutifs en 1995, 1996 et 1997, et ne participe même pas à l’édition 1998. Cependant, la réussite revient pour ses deux participations suivante en 1999 et en 2000, puisqu'au volant pour les 3e et 4e fois d'une Chrysler Viper GTS-R, il remporte deux victoires en catégorie GTS et termine même septième au général, son meilleur classement, acquis lors de son ultime engagement. Dominique Dupuy retrouve le volant d'une Viper GTS-R une dernière fois en 2003, en remplacement d'un pilote de l'équipage du Scorp Motorsport sur la Viper #68 engagée en LM GTS. La voiture ne franchit pas la ligne d'arrivée.
Alors qu'il participe pour la première fois avec Porsche au Championnat de France FFSA GT lors de la saison 1999, il s'engage à partir de l'année suivante sur une Chrysler Viper GTS-R et remporte le titre en 2000 et 2001.
Toujours en 1999, il pilote à trois reprises en championnat FIA GT avec à la clé deux victoires lors des manches d'Hockenheim et de Budapest et une cinquième place au championnat.
En 2000, il participe à quelques grandes épreuves de l'American Le Mans Series. Cette année est particulièrement marquante avec les victoires en catégorie GTS aux 12 Heures de Sebring et à la course du Millénaire-Adelaide 2000, mais aussi avec une victoire aux 24 Heures de Daytona 2000, où en équipage avec Karl Wendlinger et Olivier Beretta, il s'impose avec la Viper GT au classement général, devançant les prototypes.

## Palmarès
- Quatre victoires de catégories GT aux 24 Heures du Mans en 1993, 1994, 1999 et 2000 ;
- Vainqueur des 24 Heures de Daytona en 2000 (Chrysler) ;
- Vainqueur de la course du Millénaire-Adelaide 2000 dans la catégorie GTS, (3e au général) ;
- Vainqueur de la catégorie GTS aux 12 Heures de Sebring 2000 ;
- Victoire en BRP GT lors des 4 Heures de Jarama 1994 ;
- Deux victoires en FIA GT lors des 500 kilomètres d'Hockenheim 1999 et des 500 kilomètres de Budapest 1999 (Chrysler) ;
- Champion de France FFSA GT en 2000 et 2001 (Chrysler) ;
- Vice Champion d'Espagne 2001 associé à Miguel Barbany (Chrysler) ;
- Vainqueur de la Porsche Carrera Cup France en 1992, 1993, 1997, 1998 et 1999 (record) en totalisant 40 victoires (record).

## Résultats aux 24 Heures du Mans
| Année | Voiture                 | Équipe             | Équipiers                           | Résultat                |
| ----- | ----------------------- | ------------------ | ----------------------------------- | ----------------------- |
| 1993  | Porsche 911 Carrera RSR | Larbre Compétition | Joël Gouhier / Jürgen Barth         | 15e et vainqueur en GT2 |
| 1994  | Porsche 911 Carrera RSR | Larbre Compétition | Jesús Pareja / Carlos Palau         | 8e et vainqueur en GT   |
| 1995  | Porsche 911 GT2 Evo     | Larbre Compétition | Emmanuel Collard / Stéphane Ortelli | Abandon                 |
| 1996  | Chrysler Viper GTS-R    | Viper Team Oreca   | Perry McCarthy / Justin Bell        | Abandon                 |
| 1997  | Chrysler Viper GTS-R    | Viper Team Oreca   | Philippe Gache / Olivier Beretta    | Abandon                 |
| 1999  | Chrysler Viper GTS-R    | Viper Team Oreca   | Karl Wendlinger / Olivier Beretta   | 10e et vainqueur en GTS |
| 2000  | Chrysler Viper GTS-R    | Viper Team Oreca   | Karl Wendlinger / Olivier Beretta   | 7e et vainqueur en GTS  |